# Уолъсова летяща жаба
Уолъсовите летящи жаби (Rhacophorus nigropalmatus) са вид земноводни от семейство Веслоноги жаби (Rhacophoridae).
Разпространени са в Югоизточна Азия.
Таксонът е описан за пръв път от белгийско-британския зоолог Жорж Албер Буланже през 1895 година.